# GSC273-65-1
TYC273-65-1 — хімічно пекулярна зоря спектрального класу A3, що має видиму зоряну величину в смузі V приблизно 11,1.